# Украинцы (жители пограничных земель)
Укра́инцы, украи́нники, укра́инные люди — на Руси XV—XVIII веков название населения пограничных земель — украин. В документах термины «украина» и «украинцы» выделяли в связи со специфическими явлениями жизни на порубежье: приграничные конфликты, вражеские набеги, произвол администрации и т. п. 

## Русское государство
Окская украйна формировалась ещё для обороны от ордынцев и приобрела особое значение с начала XVI века в связи с частыми крымско-ногайскими набегами. В 1492 году «приходили тотаровя на украину на олексинские места». «Воеводы украинные и люди», успешно отразившие крымский набег «на великого князя украйну на тульские места», упоминаются уже в грамоте 1517 года. Против крымцев в 1507—1531 годах в Туле, Кашире, Зарайске, Коломне были возведены крепости, размещены постоянные гарнизоны, украинным дворянам раздавались поместья. В 1541—1542 годах активные боевые действия развернулись восточнее — под Пронском (на Рязанщине), что могло привести к переводу туда части украинных дворян.
Употребление слова «украинцы» не позднее второй половины XVI века видно из того, что в рязанских платёжных книгах 1594—1597 годов упоминаются Украинцевы — дворяне Каменского стана Пронского уезда. В грамоте 1607 года упоминается служилый человек Григорий Иванов сын Украинцов, получивший от царя Василия Шуйского поместье в Ряжском уезде (современная Рязанская область). Хорошо известен также думный дьяк Емельян Игнатьевич Украинцев (правильнее: Украинцов), подписавший в 1700 году Константинопольский мирный договор России с Османской империей. В 1694 году Емельян Украинцев составил для Разрядного приказа родословную рода Украинцевых, в соответствии с которой основателем фамилии был рязанский дворянин середины XVI веков Фёдор Андреев сын Лукин по прозвищу Украинец. Его отец был «испомещен на Рязани», то есть несколько восточнее вышеупомянутых городов окской Украйны, в результате чего и могло возникнуть отличительное прозвище «Украинец», а затем и фамилия «Украинцовы». Скорее всего, Фёдор Украинец не был личностью мифологической: именно его внуки упоминались в книгах 1594—1597 годах, а правнук — в грамоте 1607 году.
Во второй половине XVII века служилые люди окской Украйны — «Украинцы дети боярские» и «Украинцы дворяне» — упоминаются в российском законодательстве весьма часто. В Повести об Азовском сидении «украинцы» упоминаются в том же смысле («ево государевы люди украиньцы», «воеводы государевы люди украинцы», «ево государевы люди руские украинцы»). В разрядной книге, переписанной во второй половине XVII века значилось: «А пришед царь в Крым перед ним в другой четверг по велице дни, а возился на Тонких водах, а под украинцов пустил мурз дву или трех с малыми людьми языков добывали и про царя и великого князя проведывали». Жителей Малороссии «украинцами» не называли. Например, в Двинской летописи под 1679 годом фигурируют «Яким малороссиянин да Константин украинец».
По мере продвижения русской границы на юг слово «украинцы» с Поочья распространяется и на пограничных служилых людей Слободской Украйны, но в первую очередь — Орловской (включавшей нынешнюю Брянскую область), Калужской, Тульской, Воронежской губерний, Белгородчины. Войска засечных линий с 1709 года Пётр Великий называл милицией. В 1723 году Пётр Великий упоминает «Украинцов Азовской и Киевской губерний» — украинных служилых людей, в том числе и со Слободской Украйны. При этом он чётко отличает их от «Малороссийского народа». В 1731 году на Слобожанщине и в соседних землях стала создаваться Украинская линия, защищавшая российские границы от крымцев. С того же года вся ландмилиция линий защиты от войск Крыма, включавших некрасовцев, а до 1728 года также и запорожцев, стала называться Украинской ландмилицией. Милиционеры, костяк которых составляли однодворцы, в основном, по происхождению были из северных районов нынешней России. После перехода запорожцев в русское подданство анонимный автор «Записки о том, сколько я памятую о Крымских и Татарских походах», участник похода 1736 года против крымцев, писал о том, как татары сталкивались с «нашими лёгкими войсками (запорожцами и украинцами)». С тех пор запорожцы стали называть украинцами население по происхождению с Русского Севера. Поэтому в Малороссии и в Запорожье и на нынешней Правобережной Украине и люди с русского севера, и старообрядцы, среди которых также преобладали северяне, стали в XVIII веке называться украинцами. При Елизавете Петровне из «украинцов» формировались полки ландмилиции на Слобожанщине. В 1763 году Украинская ландмилиция была распущена, многие однодворцы при её роспуске получили потомственное дворянство. Постепенно великороссов из семей воинов этой милиции перестали называть украинцами. В 1765 году на Слободской Украине была учреждена Слободская Украинская губерния (так именовалась Харьковская губерния в 1765—1780 и 1797—1835 годах). В 1816—1819 годах при Харьковском университете издавался весьма популярный «Украинский вестник».

## Великое княжество Литовское и Речь Посполитая
Данный термин употреблялся в Великом княжестве Литовском относительно населения «украинных» территорий, граничащих со степью и Московским княжеством: Киева, Чернигова, Полоцка, Витебска, Мценска, Любутска. В 1486 году Казимир Ягайлович жаловался великому князю московскому Ивану III на московских людей, которые «многие шкоды починили в татьбах и в разбоях, и в грабежах», напавши на «людей вкраинных, мценян и любучан». В 1498 году великий князь литовский Александр Казимирович жаловался на московского посла Михаила Плещеева, который идя из Крыма не дал вести «вкраинникам» в Черкассах, Каневе и Киеве про начавшийся татарский «наезд». В том же году Александр посылал своих урядников «до городов украинных», чтобы разобраться в причинах нападения литовских людей на русские города Мценск, Рыльск, Путивль, Смоленск и Полоцк. В 1503 году Иван III в связи с началом русско-литовских переговоров приказал «своим украинным князем и наместникам, и волостелем, и всем своим украинникам, чтобы великого князя Александра украинам зацепки (то есть, вреда) никоторой не чинили».

### Польская вариация
В XVI—XVII веках слово «украинцы» (ukraińcy) употребляли поляки — так обозначались польские шляхтичи и кнехты приграничных восточных земель Первое письменное упоминание термина «украинцы» датировано 1596 годом в связи с восстанием Наливайко. Его употребляет гетман коронный Станислав Жолкевский как название польских кнехтов, устроивших резню казаков и их семей после Солоницкого боя. Михаил Грушевский приводит цитаты из двух донесений коронного гетмана Николая Потоцкого от июля 1651 года в переводе с польского на современный украинский язык, в которых гетман употребляет термин «панове українці» для обозначения польских помещиков Украины. Среди крестьян сёл Снятынка и Старое Село (ныне — Львовская область) в польском документе 1644 года упоминается некто с личным именем «Украинец» (Ukrainiec). Происхождение такого имени не вполне понятно, но очевидно[кому?], что остальное население «украинцами», таким образом, не были[почему?]. С середины XVII века этот термин из польских документов пропадает.